# Aphaenogaster semipolita
Aphaenogaster semipolita é uma espécie de inseto do gênero Aphaenogaster, pertencente à família Formicidae.